# Riu Mohan
Mohan és un riu d'Uttar Pradesh a l'Índia que durant uns quilòmetres coincideix amb el límit fronterer amb el Nepal.
Neix al Nepal com un rierol que sorgeix d'uns aiguamolls, amb el llit per sota de terra. Rep un bon nombre d'afluents per la part nord, en destaquen el Kathni i el Gandhra. Per sota Chandan Chauki ja esdevé un riu important. Finalment desemboca al Kauriala, just damunt de Ramnagar, al districte de Kheri.